# Aulacorthum kuwanai
Aulacorthum kuwanai är en insektsart. Aulacorthum kuwanai ingår i släktet Aulacorthum och familjen långrörsbladlöss. Inga underarter finns listade i Catalogue of Life.